# Ty Anderson
Osborne Anderson, detto Ty (Fredrikstad, 15 ottobre 1908 – Lynn, 31 gennaio 1989), è stato un hockeista su ghiaccio statunitense.

## Palmarès

### Olimpiadi invernali
- Argento a Lake Placid 1932 nell'hockey su ghiaccio.